# Каратель (фильм, 2004)
«Каратель» (англ. The Punisher) — американский супергеройский фильм режиссёра Джонатана Хенсли, известного по работе над триквелом «Крепкого орешка», вышедший на экраны в 2004 году и основанный на популярных комиксах издательства Marvel. Фильм является уже второй адаптацией истории Карателя после фильма «Каратель» 1989 года. В роли главного героя Фрэнка Касла снялся актёр Томас Джейн, Джон Траволта снялся в роли злодея Говарда Сэйнта.
Сюжет, в основном, базируется на двух комиксах: The Punisher: Year One и Welcome Back, Frank. Некоторые сцены были взяты из других комиксов о Карателе, таких как Marvel Preview Presents: The Punisher #2, Marvel Super Action Featuring: The Punisher #1, The Punisher War Zone и The Punisher War Journal.
Каратель был снят в Тампе во Флориде и в окружающих окрестностях в 2003 году. Это[что?] было распределено Lionsgate Entertainment Corporation в Северной Америке, хотя Artisan Entertainment, которая создала фильм 1989, финансировала фильм вместе с Lionsgate, в то время как Columbia Pictures распространяла фильм в зарубежных странах. Режиссёром-сценаристом фильма стал Джонатан Хенсли, несмотря на ранние споры с Marvel Studios по поводу его режиссёрского дебюта. «Каратель» —последний фильм, созданный Artisan Entertainment.
Фильм был выпущен 16 апреля 2004 года и собрал $13 834 527 в США в первую неделю. Впоследствии Marvel Comics и Lionsgate начали работу над сиквелом под названием Каратель 2, который так и не вышел, поскольку Том Джейн и Джонатан Хенсли покинул проект, из-за творческих разногласий со студией. В 2008 году вышел фильм-перезагрузка «Каратель: Территория войны», а в 2017 году серия вновь была перезапущена в виде телесериала. Неофициальный сиквел киноленты, «Каратель: Грязная стирка», вышел в 2012 году.

## Сюжет
ФБР успешно срывает сделку по продаже оружия в Тампа-Бэй, однако, в ходе операции погибает Бобби Сэйнт, сын мафиозного босса Говарда Сэйнта. Другим погибшим оказывается Отто Криг, торговец оружием. Тем не менее, смерть Крига была сфальсифицирована, поскольку тот на самом деле являлся агентом ФБР под прикрытием Фрэнком Каслом, который выполнил свою последнюю миссию перед выходом на пенсию. Разгневанный смертью своего сына, Сэйнт приказывает своим людям собрать все возможные сведения о Криге, получив необходимую информацию через подкуп коррумпированных федеральных сотрудников правоохранительных органов. Он приказывает убить Касла, когда тот отправится на запланированный отдых вместе со всей своей семьёй и, по настоянию жены, поручает устранить всех его близких. Во время воссоединения Касла и его родственников, люди Сэйнта, включая его ближайшего соратника Квентина Гласса и брата-близнеца Бобби Джона, убивают всю семью Фрэнка. Последнему удаётся пережить расстрел и местный рыбак помогает Каслу оправиться от тяжёлых ранений.
Поскольку полиция и ФБР отказываются привлечь к ответственности виновных, опасаясь влияния Сэйнта, Касл переезжает в заброшенные апартаменты, в которых проживают три общественных изгоя — Джоан, Бампо и Дэйв, где и начинает подготовку уничтожения империи Сэйнта. С помощью информации, предоставленной Микки Дюкой, одним из приспешников Сэйнта, Касл изучает членов семьи своего заклятого врага, отслеживая каждое передвижение Сэйнтов, а также обнаруживает, что Гласс является гомосексуалистом. Фрэнк открыто подрывает бизнес Сэйнта и саботирует его сотрудничество с кубинскими партнёрами.
Обнаружив, что Касл выжил, Сэйнт приказывает своим людям убить его. Один из них, Гарри Торнтон, устраивает Фрэнку засаду на мосту, однако Касл убивает его выстрелом в горло баллистическим ножом. Впоследствии наёмный убийца по прозвищу Русский жестоко избивает Касла в его собственной квартире, однако Фрэнк вновь выходит победителем из сражения. Соседи Касла обрабатывают его раны и прячут в лифте, когда люди Сэйнта приходят за ним. Когда Дэйв и Бампо отказываются выдать местоположение Касла, Гласс пытает Дэйва, выщипывая каждый его пирсинг плоскогубцами. Они оставляют одного из своих людей, чтобы перехватить Касла, но Касл убивает его после того, как они уходят.
С помощью Микки, Касл выдаёт себя за анонимного шантажиста и, отвлекая внимание Гласса, подбрасывает в его машину серёжку жены Сэйнта. Когда Сэйнт находит серёжку, он забивает Гласса до смерти. Несмотря на убеждения своей жены о том, что Гласс был геем, Сэйнт обвиняет её в измене со своим лучшим другом. Он бросает супругу с эстакады на железнодорожный путь, где её сбивает поезд.
Воспользовавшись трауром Сэйнта, Касл нападает на клуб своего врага и убивает каждого члена его банды, включая оставшегося сына Джона. Сэйнт сбегает из здания, будучи тяжело раненым. Касл преследует его и первым подстреливает оппонента. Когда Сэйнт оказывается на последнем издыхании, Касл раскрывает свой план который привёл к тому, что Сэйнт убил своего друга и жену. Он привязывает Сэйнта к машине, которая увозит того на парковку клуба, где Касл, предварительно заминировав другие автомобили, активирует взрывчатку, после чего Сэйнт погибает в образовавшемся взрыве, что вкупе с машинами образует череп.
Касл, отомстив за убийство своей семьи, возвращается домой и готовится покончить с собой. Он передумывает, когда перед ним возникает видение его жены, вместо этого решив продолжить борьбу с преступностью. Он оставляет соседям часть денег Сэйнта в качестве прощального подарка в знак благодарности за его спасение. Затем Фрэнк, пребывая в одиночестве на мосту Саншайн-Скайуэй на закате, мысленно клянётся уничтожить убийц, насильников, психопатов, садистов и всех тех, кто каким-либо образом угрожает невинным людям, провозгласив себя Карателем.

## В ролях
| Актёр          | Роль                  |
| -------------- | --------------------- |
| Томас Джейн    | Фрэнк Касл / Каратель |
| Джон Траволта  | Говард Сэйнт          |
| Уилл Паттон    | Квентин Гласс         |
| Ребекка Ромейн | Джоан                 |
| Бен Фостер     | Дэйв                  |
| Джон Пинетт    | Бампо                 |
| Саманта Матис  | Мария Элизабет Касл   |
| Маркус Джонс   | Уилл Касл             |

| Актёр             | Роль                     |
| ----------------- | ------------------------ |
| Рассел Эндрюс     | Джимми Уикс              |
| Джеймс Карпинелло | Бобби Сэйнт / Джон Сэйнт |
| Лаура Харринг     | Ливия Сэйнт              |
| Эдди Джемисон     | Микки Дюка               |
| Кевин Нэш         | Русский                  |
| Марк Колли        | Гарри «Чёрт» Торнтон     |
| Рой Шайдер        | Фрэнк Касл-старший       |
| Том Новицки       | Линкольн                 |

## Съёмки

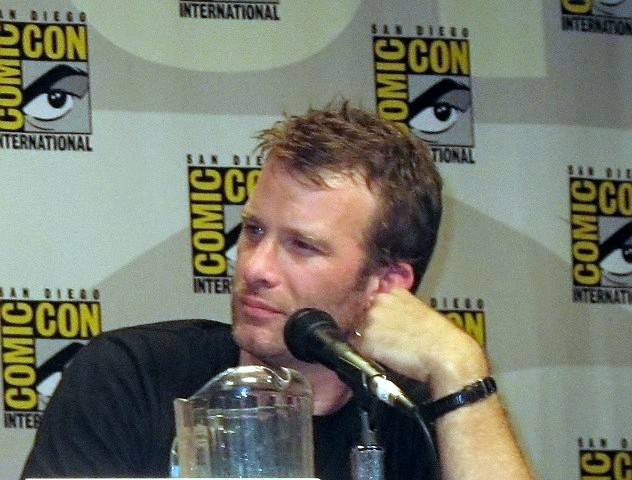
Исполнитель главной роли Томас Джейн на San Diego Comic-Con International в 2007 году

В своём интервью режиссёр Джонатан Хенсли и Ави Арад заявили, что Томас Джейн был первым и единственным актёром, который мог бы исполнить главную роль. Джейн изначально дважды отказывался от предложения, так как не видел себя в роли супергероя. Джейн сказал, что заинтересовался этим персонажем, когда Арад отправил ему рисунок Карателя, созданный Тимом Брэдстритом. Узнав больше о Карателе, он согласился. Джейн продолжил читать комиксы о Карателе, благодаря которым смог понять характер главного героя и стать его поклонником. В течение шести-семи месяцев Джейн обучался с SEAL и набрал более двадцати фунтов мышечной массы.
Первоначально «Каратель» должен был стать первым фильмом трилогии, но ещё до начала съёмок Хенсли располагал меньшим бюджетом, чем он хотел, что помешало планам. Хенсли знал, что большинство боевиков обладают бюджетом около 64 миллионов долларов, тогда как у него было всего 15 миллионов. Кроме этого, на съёмки ему дали 50 дней, что наполовину меньше, чем у большинства фильмов. Из-за этих проблем большую часть сценария пришлось переписать. Согласно комментариям на DVD, первой сценой фильма должно было стать сражение в Кувейте во время войны в заливе, и одной из сюжетных линий раскрывалось предательство лучшего друга Фрэнка, сдавшего его Сэйнту.
«Каратель» снимался в Тампе во Флориде. В период пре-продакшена Хенсли и оператор Конрад Холл просмотрели множество боевиков, криминальных драм и вестернов 1970-х годов. Эти фильмы помогли создателям понять, в каком стиле должен быть снят «Каратель».
Сюжет был основан на двух комиксах о Карателе: Welcome Back, Frank и The Punisher: Year One. Говоря на какой источник информации он сделал упор, Хенсли сказал:

 «Было два, в частности один. Первым был Punisher: Year One. Это был набор с четырьмя проблемами, вышедший в 1994—1995 году. Он имеет действительно классную обложку и я очень рекомендую его. Я взял только куски сюжета. Сюжетная линия была путём, путём слишком сложным и это походило бы на Унесённые ветром — четырёхчасовой боевик. Поэтому я взял за основу сюжет Welcome Back, Frank Гарта Энниса. Оттуда я и взял многоквартирную квартиру, персонажей Дэйва, Джоан, мистера Бумпо и Русского. Появление Русского, вероятно, было наиболее сложным и дорогостоящим из наших стандартных частей».Оригинальный текст (англ.)«"There were two, and one in particular. The first was Punisher: Year One. It was a four-issue set that came out in 1994-1995. It has this really cool cover art and I highly recommend it. I took just pieces of the plot. The plot line was way, way too involved and it would have been Gone with the Wind - a four-hour action movie. So there was that, and I was very heavily influenced by Garth Ennis', Welcome Back, Frank. That's where I took the tenement apartment, the characters of Spacker Dave, Joan the Mouse, Mr. Bumpo and the Russian. The Russian is appearing in probably the most elaborate and costly of our set pieces.»

Во время съёмок компания Lionsgate приобрёла Artisan. В интервью Хенсли заявил, что несмотря на то что фильм выходит как проект Lionsgate, он не имеет ничего общего с ним. Он объяснил это тем, что Lionsgate не принимала никакого участия в создании фильма и что он является частью Artisan.
В ранний сценарий был включен партнёр Карателя — Микрочип (вместе с Пазлом), но был вырезан из фильма из-за отвращения режиссёра к этому персонажу.

## Прием

### Кассовые сборы
До выхода Карателя на экран Д. А. Стерн написал новеллизацию фильма, которая была выпущена в марте 2004 года. Каратель был показан в 2649 кинотеатрах 16 апреля 2004 года и собрал $13 834 527 за неделю, занимая второе место в прокате. В общей сложности фильм собрал $54 700 105.

### Критика
С выходом, фильм получил достаточно отрицательные отзывы от кинокритиков и всего 29 % рейтинга. На Rotten Tomatoes, на основе 167 отзывов, фильм имел средний рейтинг 4.5/10. Роджер Эберт дал фильму две звезды заявив, что: «Каратель настолько мрачный и унылый, что вы задаётесь вопросом, получает ли герой удовлетворение от своих достижений». Несколько рецензентов встали на защиту фильма заявив, что по сравнению с большинством фильмов на основе комиксов, Каратель хорошо походит на старые боевики 60-х и 70-х годов.

## Издания
Каратель был выпущен на DVD 7 сентября 2004 года. За первые пять дней было продано свыше 1,8 млн копий и 10,8 млн копий за первую неделю, что сделало фильм самым продаваемым DVD за неделю.
Расширенная версия DVD была выпущена 21 ноября 2006 года и включала себя 17 минут удалённых сцен, в частности с участием друга Касла — Джимми Уикса, продавшего Фрэнка Сэйнту. В отместку, Касл заставляет Уикса совершить самоубийство. Помимо этого расширенная версия включает чёрно-белые анимированные сцены, повествующие о сражении в Кувейте, которое, по первоначальной задумке, должно было быть в начале фильма. Сцены были частично основаны на рисунках Тима Брэдстрита. Фильм был выпущен на Blu-ray 27 июня 2006 года.

## Саундтрек
| Оценки критиков    | Оценки критиков |
| Источник           | Оценка          |
| ------------------ | --------------- |
| Filmtracks         | [ 15 ]          |
| Film Score Monthly | [ 16 ]          |

Саундтрек к фильму Каратель был составлен итальянским композитором Карло Силиотто. Режиссёр Джонатан Хенсли хотел, чтобы музыка в фильме была эмоциональной, из-за чего, изучив работы Силиотто выбрал именно его. Силиотто описал Карателя как трагическую фигуру: "Этот человек [Фрэнк Касл] тот, кто имеет убитую семью. Он идёт через бойню и становится Карателем. Но он грустный человек — он пьёт и имеет плохие воспоминания, которые всегда приходят к нему. Этого много в фильме и время от времени, он как современная версия классической комедии — как Отелло.
Слова и музыка всех песен — Карло Силиотто.
| №                   | Название                                      | Длительность |
| ------------------- | --------------------------------------------- | ------------ |
| 1.                  | «The Punisher»                                | 0:56         |
| 2.                  | «Otto Krieg»                                  | 3:14         |
| 3.                  | «Unusual Resurrection»                        | 1:40         |
| 4.                  | «Moving»                                      | 3:09         |
| 5.                  | «I Can't Believe I'm Home»                    | 1:23         |
| 6.                  | «His Whole Family»                            | 1:27         |
| 7.                  | «The Massacre»                                | 5:45         |
| 8.                  | «Death and Resurrection of Frank Castle»      | 1:47         |
| 9.                  | «God's Gonna Sit This One Out»                | 3:57         |
| 10.                 | «Ice Lolly and Meat»                          | 1:28         |
| 11.                 | «You're Gonna Help Me»                        | 1:24         |
| 12.                 | «Entering the Fort»                           | 1:58         |
| 13.                 | «About Your Family / Setting a Trap»          | 3:11         |
| 14.                 | «A Bomb for John Saint»                       | 1:08         |
| 15.                 | «Good Memories Can Save Your Life»            | 1:13         |
| 16.                 | «The Thugs»                                   | 1:30         |
| 17.                 | «The Torture»                                 | 3:12         |
| 18.                 | «Elevator and Headache»                       | 1:07         |
| 19.                 | «A New Family / Joan's Suffering»             | 3:34         |
| 20.                 | «Quentin's Glass Home»                        | 1:32         |
| 21.                 | «Killing a Best Friend»                       | 1:43         |
| 22.                 | «You Don't Understand... End of a Dark Lady»  | 2:34         |
| 23.                 | «She Took the Train / Punishment»             | 1:47         |
| 24.                 | «The Arrow»                                   | 1:48         |
| 25.                 | «Both of Them»                                | 1:32         |
| 26.                 | «The Skull»                                   | 2:34         |
| 27.                 | «Castle's Loneliness»                         | 1:35         |
| 28.                 | «Call Me ‘The Punisher’»                      | 2:23         |
| 29.                 | «Jealous One» (Исполняет Д.С. Лоадер)         | 3:52         |
| 30.                 | «La donna è mobile» (Исполняет Питер Дворски) | 2:06         |
| Общая длительность: | Общая длительность:                           | 67:41        |

## Награды и номинации
Награды
- Prism Awards
  - Лучший трюк с огнём (Марк Чадвик)

Номинации
- World Stunt Awards (Taurus Award)
  - Лучший трюк, сделанный женщиной-каскадером
  - Лучший координатор трюков
  - Лучшая работа с машиной

## Компьютерная игра
Фрэнк Касл, озвученный Томасом Джейном, является главным героем игры The Punisher 2005 года, представляющей собой вольное продолжение фильма.
Но при этом игра содержит несколько несоответствий (Каратель является ветераном войны во Вьетнаме, а не войны в Персидском заливе; во флешбэках демонстрируются панели из комиксов со смертью семьи Касла, что никак не соотносится с тем, что показано в фильме; Русский жив и по сюжету встречается с Карателем впервые), из-за которых для неё была выделена отдельная вселенная — Земля-50116.

## Продолжение / перезагрузка
Lions Gate Entertainment объявила о своём намерении сделать сиквел под названием Каратель 2. Ави Арад, председатель и главный исполнительный директор Marvel Studios, выразил заинтересованность в развитии франшизы, сказав, что второй фильм «будет пятым принадлежащим Marvel проектом, который получил продолжение». В марте, режиссёр первого фильма, Джонатан Хенсли, сказал, что будет рад снова работать с Томасом Джейном в Карателе 2. В апреле, Джейн сказал, что злодеем в новом фильме будет Пазл. Проект, однако, задержался в развитии на протяжении трёх лет. В 2006 году был написан первоначальный сценарий к фильму. Джон Дал также планировал участвовать в создании фильма, но из-за проблемы с качеством сценария студия отказалась тратить много денег на проект. В заявлении 15 мая 2007 года и в двух аудио-интервью Томас Джейн заявил, что покидает проект в связи с творческими разногласиями и урезанным бюджетом фильма. После прочтения нового сценария Курта Саттера Джейн заявил:

 «Чего я точно не буду делать, так это месяцами потеть над фильмом, в который просто не верю. Я всегда любил ребят из Marvel, и желаю им всего наилучшего. Между тем, я буду продолжать искать фильм, который в один прекрасный день мог бы стоять рядом со всеми теми фильмами, которые фанаты попросили меня посмотреть».Оригинальный текст (англ.)«"What I won't do is spend months of my life sweating over a movie that I just don't believe in. I've always loved the Marvel guys, and wish them well. Meanwhile, I'll continue to search for a film that one day might stand with all those films that the fans have asked me to watch.»

В сентябре 2007 года Marvel Studios объявила, что новым режиссёром станет Лекси Александр и что Томаса Джейна заменит актёр Рэй Стивенсон. Каратель 2 был переименован в Каратель: Территория войны. Этот фильм стал перезагрузкой фильма 2004 года и был выпущен в 2008 году. Это была уже вторая перезагрузка фильма со времён фильма Каратель 1989 года.
В июле 2012 года Томас Джейн исполнил роль Фрэнка Касла в фан-фильме «Каратель: Грязная стирка», премьера которого состоялась на San Diego Comic-Con International. В этом 10-минутном фильме также сыграл Рон Перлман.